# Vasconcellea monoica
Vasconcellea monoica är en tvåhjärtbladig växtart som först beskrevs av René Louiche Desfontaines, och fick sitt nu gällande namn av A. Dc. Vasconcellea monoica ingår i släktet Vasconcellea och familjen Caricaceae. Inga underarter finns listade i Catalogue of Life.

## Bildgalleri

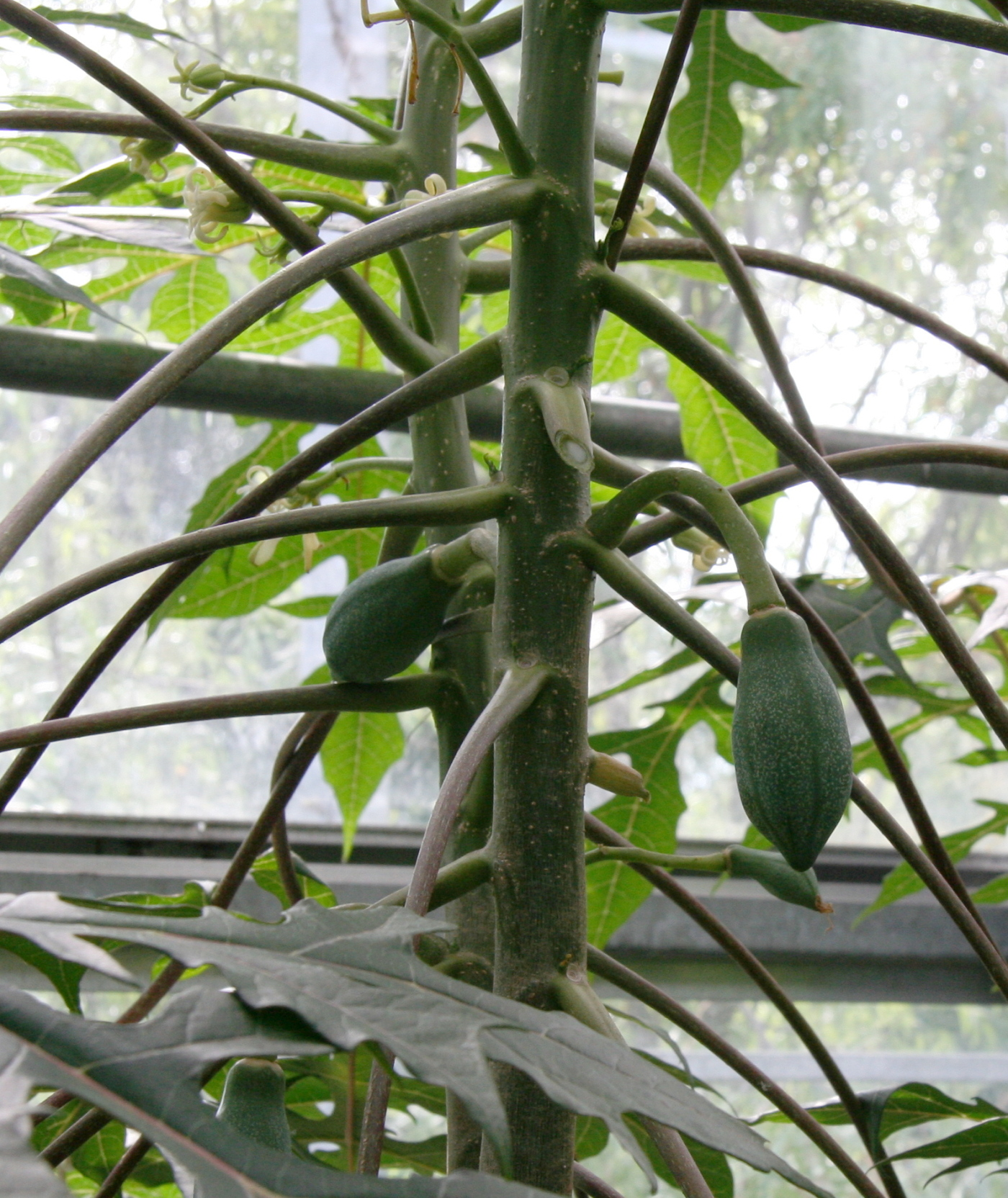
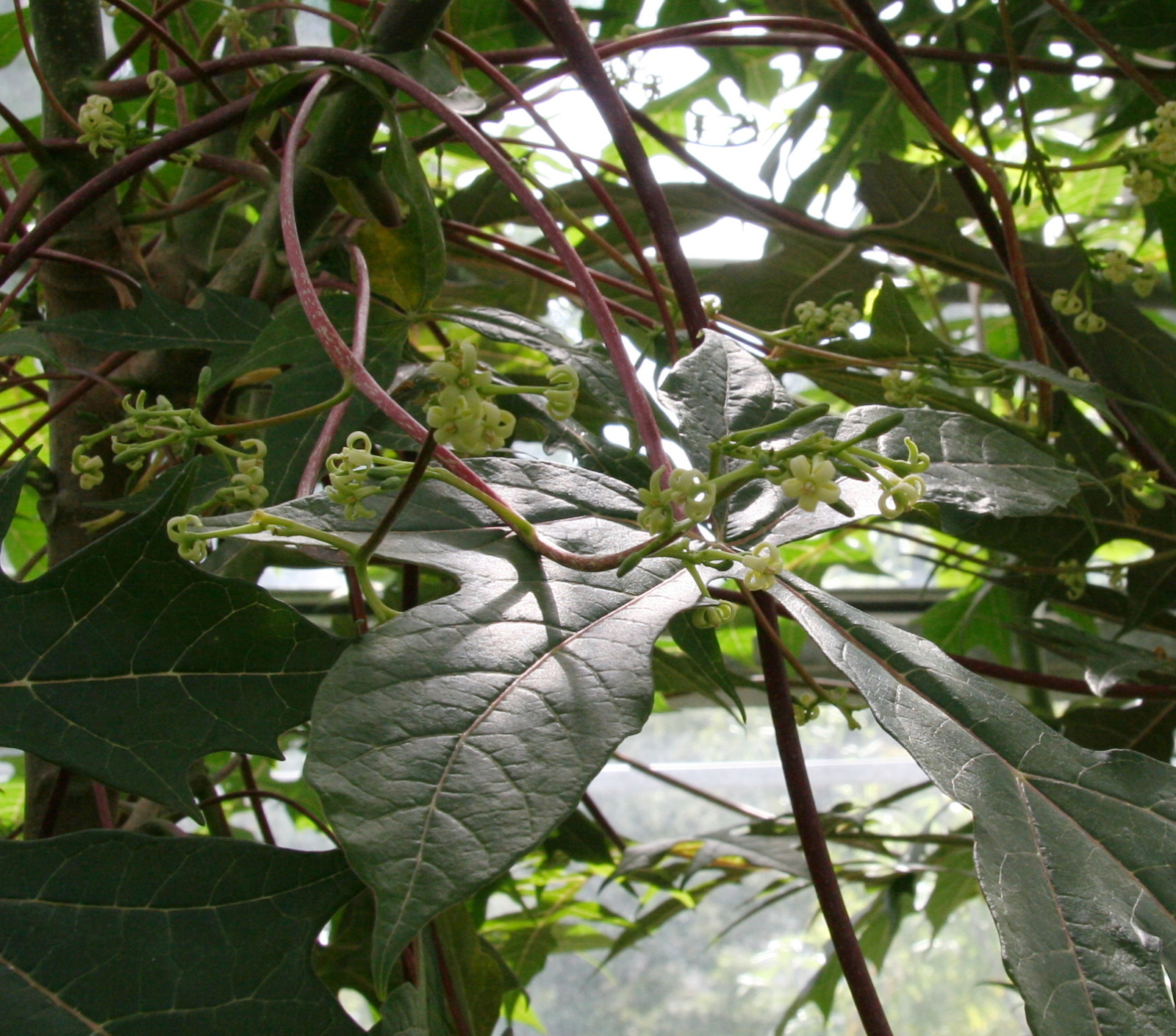
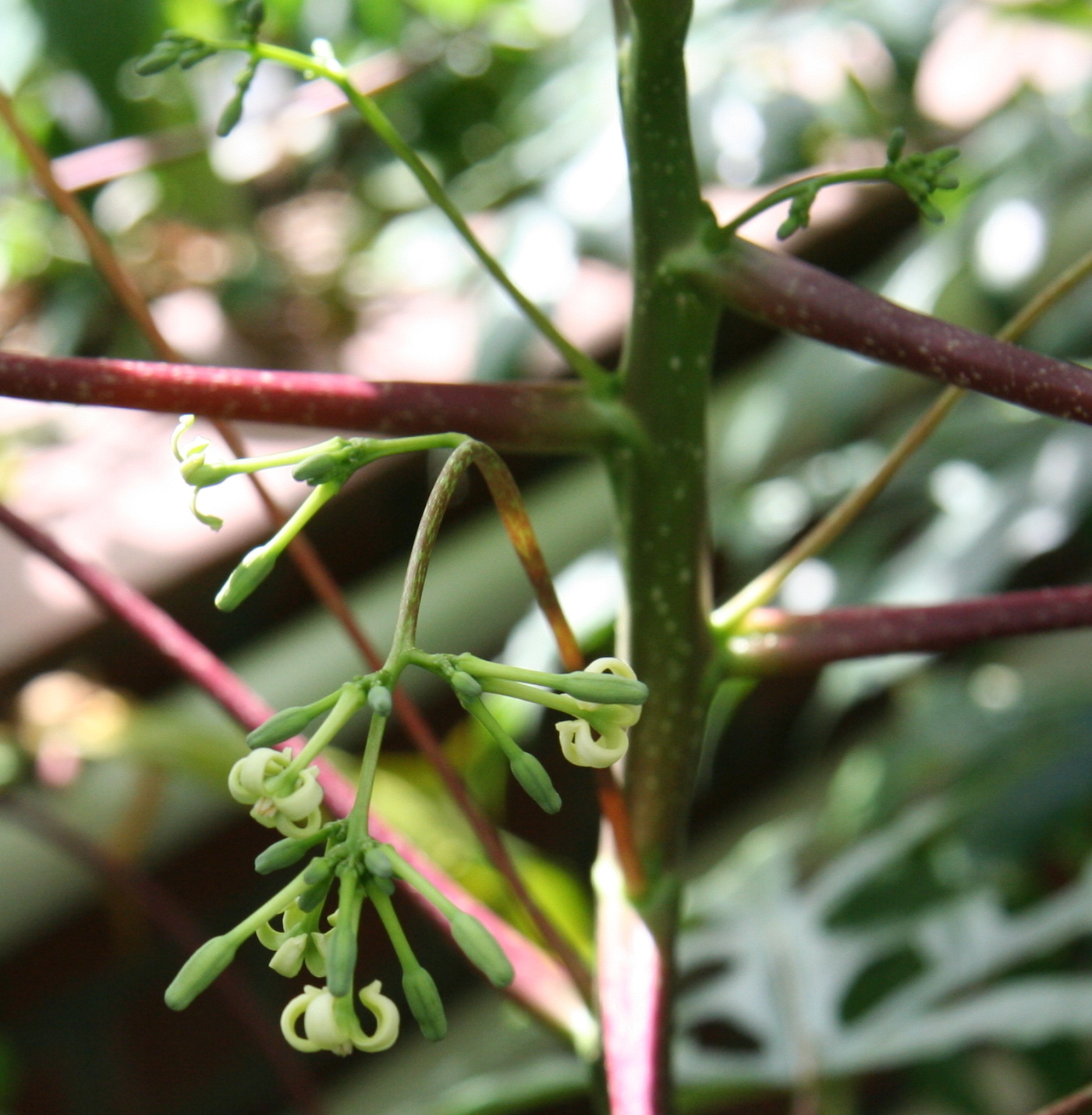
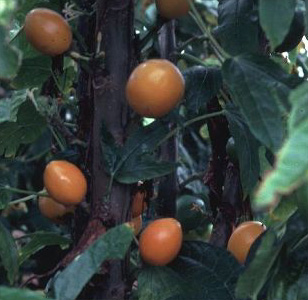